# 初戀潛水艇
是一部2010年青春喜劇電影由理察·艾歐阿德編導，主要演員有：克雷格·羅伯斯、亞絲敏·佩姬、諾亞·泰勒、派迪·康斯丁和莎莉·霍金斯電影改編自2008年喬·鄧索恩的同名小說，並且由英國和美國聯合製作。《初戀潛水艇》為艾歐阿德的導演處女作。

## 劇情
不受歡迎的 Oliver Tate (克雷格·羅伯斯 飾)是一個15歲的青少年，對同班同學 Jordana (亞絲敏·佩姬 飾)抱有好感。Jordana 邀請 Oliver 放學後偷偷見面，並拍下了他們親吻的照片，希望藉此讓她的前男友忌妒，結果 Oliver 被 Jordana 的前男友毆打，並被一大群同學包圍。很快地，Jordana 成為了 Oliver 的女朋友，在交往了幾個星期後，他們趁著父母不在時，在他的房間發生性行為。

家庭上，Oliver 開始擔心他的父母。他的父親 Lloyd (諾亞·泰勒 飾)十分沮喪。他母親 Jill (莎莉·霍金斯 飾)的前男友 Graham (派迪·康斯丁 飾)搬到隔壁，他對 Jill 的調情引起了 Oliver 的懷疑。Oliver 與 Jordana 的感情漸漸增長，但他發現 Jordana 的母親罹患了腦瘤，甚至在 Jordana 家吃聖誕晚餐時，Oliver 親眼目睹她母親倒下。種種令人哀傷的事情發生在 Jordana 身上，讓 Oliver 覺得她會變得「黏膩、多愁善感」，因此他切斷了與她的聯繫。

顧慮到他母親與 Graham 有外遇，Oliver 試圖修復父母間的感情。在沙灘上尋找母親時，Oliver 撞見 Jordana 與另一個男生在一起，震驚的他匆忙趕回家，卻在半路上看見他母親與 Graham 發生了最糟糕的狀況。憤怒的 Oliver，闖進 Graham 的家中拿酒灌醉自己，並破壞了一些東西。當 Graham 回到家發現 Oliver 時，沒有大驚小怪的，只是將他帶回他家。隔天早上，Oliver 醒來後發現父母並沒有生氣，反而開始修復彼此的感情。

Oliver 仍對失去 Jordana 感到難過，他失落了好幾個星期，直到他在沙灘上看見她。他跑向她並解釋了他的種種行為，得知了 Jordana 並沒有與其他人交往後，他們微笑著一起走進大海。

## 演員
- 克雷格·羅伯斯（英语：Craig Roberts） 飾 Oliver Tate
- 亞絲敏·佩姬（英语：Yasmin Paige） 飾 Jordana Bevan
- 莎莉·霍金斯 飾 Jill Tate
- 諾亞·泰勒 飾 Lloyd Tate
- 派迪·康斯丁 飾 Graham Purvis
- 陳靜 飾 Kim-Lin
- 梅蘭妮·沃爾特斯（英语：Melanie Walters） 飾 Jude Bevan
- 史特凡·羅德里（英语：Steffan Rhodri） 飾 Mr. Davey
- 班·史提勒 飾 Soap Opera Star (沒有採用)

## 製作
這部電影由Warp Films和Film4 Productions共同製作。2009年10月開始正式拍攝，並於同年12月殺青。Andrew Hewitt負責編寫配樂，北極潑猴樂團裡的亞歷克斯·特納則創作了六首歌。

### 選角
麥可·辛和英國版X音素選手盧西·瓊斯為原卡司，但因為其他合約問題所以離開了。

### 配樂
原創歌曲由北極潑猴的主唱亞歷克斯·特納創作與表演。該部電影配樂在英國專輯排行榜上排名35。而原創配樂則由艾歐阿德長期合作夥伴Andrew Hewitt編寫，並與 The Composers Ensemble管弦樂團在 Air Studios 一同錄製。

## 發行
該部電影於2010年多倫多國際影展首映受到普遍好評後，溫斯坦影業買下發行權，並在北美上映。 電影曾在2010年10月的第54屆倫敦影展、2011年1月的第27屆日舞影展 ，以及同年2月與其他400部電影在第61屆柏林影展上映。

## 評價
《初戀潛水艇》得到了評論家正面的評價。《爛番茄》根據154條評論，獲得了88%的新鮮度，平均得分7.4 / 10。該網站的評論家一致認為電影：「將青少年的狀態描寫的時髦、風趣，理察·艾歐阿德有值得關注的天賦。」 在《Metacritic》上，將100分依加權平均分給主流影評的評論，根據37個評論，電影獲得平均得分為76 / 100，顯示為「普遍好評」。 影評羅傑·伊伯特給予3 / 4顆星，並評論：「《初戀潛水艇》並不是一部平淡無奇的青少年色情喜劇。」